# Víctor Parro García
Víctor Parro García es un científico español especializado en microbiología molecular y ambiental. Su línea de investigación se orienta al estudio de organismos extremófilos dentro de los campos de la ecología microbiana y la astrobiología. Actualmente es director del Centro de Astrobiología del CSIC-INTA (CAB) en Madrid y es el responsable de distintos experimentos y colaborador en diversos proyectos internacionales para la detección de vida en otros planetas, sobre todo en Marte.

## Trayectoria profesional
Víctor Parro obtuvo su doctorado en Biología por la Universidad Autónoma de Madrid el año 1994 por una tesis en el estudio de la ruta que metaboliza la agarosa en bacterias del género Streptomyces. Posteriormente, se ha ido especializando desde entonces en el estudio de los organismos extremófilos mediante la secuenciación de genomas bacterianos, el análisis de biomoléculas en ambientes extremos y el desarrollo de biosensores para la detección de vida o de signos de vida en otros planetas. Fruto de su labor investigadora es coinventor de doce métodos patentados para la detección de matrices de proteínas y biosensores de partículas metálicas con aplicación directa en la exploración espacial.
Como jefe del departamento de Evolución Molecular y director del Centro de Astrobiología, Parro García ha dirigido diferentes experimentos para la detección de vida, entre los que cabe destacar el Módulo SOLID (Signs of Life Detector, detector de signos de vida), candidato a ir en la misión IceBreaker a Marte con el fin de posarse junto a la sonda Phoenix y analizar el agua allí encontrada. El SOLID empleará anticuerpos en lugar de productos químicos para comprobar si se adhieren a sustancias orgánicas de origen biológico, lo que probaría la presencia de ácidos nucleicos, proteínas y otras biomoléculas. La ventaja de este método es que el análisis se realizaría desde una muestra directa del suelo, sin necesidad de tratamiento previo y sin emplear calor al activar los percloratos del suelo marciano, destruyendo con ello la materia orgánica.
En otro de los proyectos, Víctor Parro es el responsable científico en España del Proyecto Moonwalk, que pretende la creación de un traje y un robot capaces de interactuar con el ser humano en ambientes extraterrestres como la Luna o Marte. El proyecto consta de un traje y un robot para la búsqueda de recursos, realización de experimentos microbiológicos en ambientes donde no se pueden utilizar herramientas pequeñas y la exploración de lugares interesantes sin peligro para el astronauta. La misión del equipo de Parro se ha centrado en los sensores que comunican el traje llamado Gandólfi 2 con el robot que ha recibido el nombre de Yemo.
Otra aportación del equipo de Parro es el prototipo y posterior espectrómetro tipo Raman con el que irá equipada la sonda ExoMars de la ESA.

## Descubrimiento de cianobacterias afotosintéticas
En unos ensayos coordinados por Víctor Parro para probar unos instrumentos que pueden ser incorporados a las sondas exploratorias a Marte, él y su equipo localizan unas cianobacterias capaces de vivir en condiciones impensables hasta hace poco. Como prueba de instrumentalización que debería equipar la misión IceBreaker, CAB y NASA realizaron varias campañas científicas en el río Tinto, de Huelva, el paraje más parecido a la superficie marciana que se conoce en nuestro planeta. Durante esas y otras investigaciones en la localidad onubense se realizaron perforaciones de terreno a diferentes profundidades. En una de ellas se llegó a más de 600 metros en la roca dura y se encontraron seres microscópicos que luego se identificaron como cianobacterias, uno de los seres vivos unicelulares más antiguos de la Tierra. El hallazgo de Víctor Parro y su equipo, publicado a finales de 2018, demostró que dichos organismos podían vivir en ausencia de luz, obteniendo la energía y los nutrientes del hidrógeno contenido en las rocas, abriendo así la puerta a una nueva hipótesis sobre la posibilidad de vida en Marte tras la pérdida de su atmósfera y océanos.
El descubrimiento rompe con uno de los paradigmas de la biología, ya que estos organismos se consideraban hasta hace poco exclusivamente dependientes de la luz solar para sobrevivir. Dicho descubrimiento afecta a las teorías del origen de la vida en la Tierra y la posibilidad de vida microscópica en otros planetas de nuestro sistema solar.

## Publicaciones
Víctor Parro cuenta en su haber con más de 200 publicaciones que han sido citadas en total más de 3400 veces. de las cuales destacan por la cantidad de veces que son citadas:
1. 2007 «Analysis of environmental transcriptomes by DNA microarrays». Environmental Microbiology, 9(2):453-64
2. 1996 «A relA/spoT homologous gene from Streptomyces coelicolor A3 (2) controls antibiotic biosynthetic genes» Journal of Biological Chemistry, 271(18):10627-34
3. 2003 «Gene function analysis in environmental isolates: the nif regulon of the strict iron oxidizing bacterium Leptospirillum ferrooxidans». PNAS, 100(13): 7883-7888
4. 2011 «A microbial oasis in the hypersaline Atacama subsurface discovered by a life detector chip: implications for the search for life on Mars». Astrobiology, 11(10):969-96
5. 2010 «The metavirome of a hypersaline environment». Environmental Microbiology, 12(11):2965-76
6. 2005 «Instrument development to search for biomarkers on Mars: terrestrial acidophile, iron-powered chemolithoautotrophic communities as model systems». Planetary and Space Science, 53(7):729-737